# Uýra
Emerson Munduruku, aussi connu sous le nom d'Emerson Pontes, est une biologiste munduruku. Elle utilise le drag, sous le nom d'Uýra Sodoma ou seulement Uýra  afin de militer pour la préservation de l'Amazonie.

## Biographie
Enfant d'une femme de ménage et d'un vendeur, Emerson Pontes naît en 1991 à Mojuí dos Campos (pt) près de Santarém avant de déménager à Manaus à six ans,,. Pontes envisage de poursuivre des études de lettres avant de finalement se tourner vers biologie. Pontes travaille six ans dans la recherche avant de mettre sa carrière universitaire en pause, mal à l'aise avec la réification du règne animal.
En 2015, à la suite d'une agression homophobe en sortie de boîte de nuit, Emerson Munduruku se rapproche des mouvements de femmes et des communautés travesties et travaille à la compréhension des mécanismes de racisme et d'homophobie. Pontes se met au drag en 2016.
Emerson Munduruku est trans non-binaire et utilise des pronoms neutres. Son coming in lui a été facilité par la pratique du drag.

## Drag et militantisme
Elle se considère un temps drag queen avant d'abandonner le label. Pour Emerson, Uýra Sodoma est un ancien esprit qui lui parle, la voix de sa grand-mère, un arbre issu de la cosmovision autochtone,.
Le nom d'Uýra Sodoma est une référence à l'uirapuru. Son drag, androgyne, tout en utilisant le pronom elle, se construit sur des éléments glanés dans la forêt,. Cette décision est à la fois motivée par des raisons esthétiques et politiques, mais aussi économiques, Uýra ne pouvant se payer perruques et chaussures.
En drag, Uýra Sodoma organise des ateliers, en ville ou dans les villages isolés d'Amazonie, pour sensibiliser à la préservation de l'environnement. Elle fait aussi des performances photographiques au milieu de cours d'eau pollués,. Son drag est aussi une manière de remettre en cause les visions occidentales et colonialistes de la nature, notamment en refusant de considérer la nature et la culture comme deux concepts dinstincts.
En 2019, elle performe contre la politique de déforestation de Bolsonaro. Elle participe à la création du documentaire Uýra: A Retomada da Floresta, en écrivant elle-même le script.
Son art lui permet d'exprimer des histoires de nature et de personnes dans les marges, notamment indigènes et LGBTQ2S.

## Filmographie
- Uýra: A Retomada da Floresta, documentaire, 2022[7]